# Adaptaciones de La niñera
La popular sitcom estadounidense The Nanny fue adaptada para acercarla a los intereses del público de Hispanoamérica y España, considerando el éxito y la popularidad de la serie de televisión en países como Turquía, Rusia o Polonia, solicitando licencias para nuevas adaptaciones.

## Argentina
En una coproducción entre Telefe Contenidos y Sony, el 19 de enero de 2004 se estrenó "La Niñera", protagonizada por Florencia Peña.
La adaptación cuenta la historia de Flor Finkel que, luego de ser despedida de un negocio de vestidos de novia llega a la mansión de los Iraola, en el Barrio Parque de Buenos Aires. Ahí conoce a la familia Iraola: Juan Manuel, viudo de quien se enamorará, y sus tres hijos: Mica, Agus y Maggie, además del sarcástico mayordomo Fidel.
El programa, que se emitió por dos temporadas consecutivas (desde el 19 de enero de 2004 hasta el 16 de marzo de 2005), ganó el premio Martín Fierro como "Mejor Ficción Diaria en Comedia" del 2004.

### Características de los personajes
- Flor Finkel (Florencia Peña) es una mujer de religión judía de Lanús (Buenos Aires), fanática de Valeria Lynch.
- Juan Manuel Iraola (Boy Olmi) vive en una mansión de Barrio Parque. Es viudo, produce comedias musicales, tiene tres hijos con los que no puede comunicarse, ellos son: Agustín Iraola (Mariano Colombo) "El pequeño demonio", Margarita o Maggie Iraola (Agustina Córdova), la hija mayor Mica Iraola (Malena Luchetti), la menor, que se psicoanaliza constantemente.
- Fidel (Roberto Carnaghi) es el histórico mayordomo de la casa. Conoce todos los secretos de todos y es el confidente de Iraola. Tiene un humor ácido y sarcástico.
- Teté López Lynch (Carola Reyna), es la socia de Iraola. Está enamorada de él, odia a sus hijos y no soporta a la niñera. Además, es el blanco del humor ácido de Fidel.
- Silvia Finkel (Mirta Busnelli) es la madre de La Niñera.

## Chile
En Chile, La Nany fue una coproducción entre el canal televisivo Mega (que exhibe también la serie original), la productora Roos Film y Sony Pictures Television International. Aquí tuvo una temporada en 2005, que se emitió hasta marzo de 2006. Luego, en el mismo año fue sucedido por la también sitcom internacional Casado con hijos, versión chilena.

## México
El miércoles 18 de julio de 2007 a las 9:30 PM, TV Azteca estrena "La niñera" una historia basada en The Nanny.Obtuvo bajos niveles de audiencia.

### Sinopsis
Francisca Flores rompe con su novio y pierde su trabajo, lo que la lleva a ser vendedora de cosméticos. Situaciones cómicas surgen cuando Maximiliano Fábregas la contrata accidentalmente como niñera de sus hijos, Julieta, Fausto y Elena. Al mudarse a la mansión se crea un vínculo emocional con los niños; complicidad con Nicolás, el mayordomo y atracción por el patrón. Todo se complica cuando Sisi, socia de Maximiliano, comienza a competir por su cariño. Los poco elegantes familiares de Francisca hacen apariciones que contrastan de forma cómica en el ámbito social de la familia Fábregas. El cantante favorito de Francisca es Juan Gabriel.

### Elenco[4]
- Lisset: Francisca Flores
- Francisco de la O: Maximiliano Fábregas
- Luciana Silveyra: Sisi Corcuera
- Roberto Leyva: Nicolás el mayordomo
- Carlos Hays: Fausto Fábregas
- Daniela Wong: Julieta Fábregas
- Gala Montes: Elenita Fábregas
- Ema Parga: Teresa Flores (Mamá)
- Martha Verduzco: Abuelita Teté

## Ecuador
La serie ‘La Niñera’ se transmitió por Ecuavisa en el año 2006.

### Sinopsis
La historia comienza cuando Mary es despedida de su empleo de vendedora de vestidos de novia, entonces se dedica a vender cosméticos puerta en puerta, de pronto aparece en la residencia del millonario y viudo propietario de hoteles Carlos Eduardo Sáenz de Tejada, para vender cosméticos. Por error, Jorge piensa que ella está ahí por el anuncio clasificado que han puesto en el periódico, y se lo hace saber al señor Carlos Eduardo, así rápidamente Mary pierde la oportunidad de convertirse en la niñera de los tres niños de la casa. Pero pronto, gracias a su honestidad toca el corazón de Carlos Eduardo y el de los niños del hogar, Júnior, Gracielita y Maluli. Mary hace que los niños poco a poco vayan perdiendo tanta frialdad, gracias a sus extrañas ocurrencias. Al final de la serie Carlos Eduardo y Mary se casan.

### Elenco
- Paola Farías: Mary Zambrano
- Frank Bonilla: Carlos Eduardo Saénz de Tejada (1.ª y 2.ª Temporada)
- Juan Carlos Salazar: Carlos Eduardo Saénz de Tejada (3.ª Temporada)
- Gisella Garbezza: Leticia Buckman
- Marcelo Gálvez: Jorge
- Andrea Calderón: Maluli Saénz de Tejada
- Adrián Avilés: Júnior Saénz de Tejada
- Arlette Cabrera:  Graciela "Gracielita" Saénz de Tejada